# Ficus virens
Espèce
Classification phylogénétique
Le figuier blanc (Ficus virens) est une espèce de figuier de la famille des Moraceae, aux fruits comestibles.
Il est trouvé dans les forêts humides subtropicales du sud-est de l'Asie (Chine, Inde, Cambodge, Thaïlande, Philippines, Indonésie, Malaisie, Laos) et en Océanie : Nouvelle-Guinée, nord-est de l'Australie et Nouvelle-Calédonie.

## Description
Le Ficus virens est un arbre à croissance rapide, pouvant atteindre une hauteur de 20 à 30 mètres. Ses feuilles sont larges, brillantes et de forme ovale. Cet arbre est connu pour sa capacité à produire des racines aériennes qui, en touchant le sol, peuvent se transformer en troncs secondaires, ce qui lui permet de couvrir une vaste surface au fil du temps[réf. incomplète].

## Importance écologique
Le Ficus virens joue un rôle écologique essentiel dans son habitat naturel. Il fournit une source de nourriture importante pour de nombreuses espèces animales, notamment les oiseaux, les chauves-souris et les primates, qui se nourrissent de ses fruits. En tant qu'arbre « strangulaire », il peut également aider à maintenir l'équilibre des écosystèmes forestiers en soutenant d'autres arbres ou en dominant des espaces ouverts[Pas dans la source].